# マックスバリュ大久保西店
イオン大久保西ショッピングセンター（イオンおおくぼにしショッピングセンター）は、兵庫県明石市にあるショッピングセンターである。

## 概要
JR神戸線（山陽本線）大久保駅の西・2kmの国道2号沿いに立地する。
建物は平屋建てで、壁面には、省エネや二酸化炭素の排出抑制を目的に、つる植物による「緑のカーテン」が植樹されている。
核店舗となるマックスバリュは24時間営業を実施していた時期もあったが、2024年8月時点では24時間営業を行っていない。
開業前の仮称は『イオン大久保南ショッピングセンター』で、マックスバリュの店名は「大久保南店」であった。当時、近隣には同じマックスバリュ西日本（当時。現・フジ）による『ウエルマート魚住店』（1991年9月開店）があったが、大久保西店と競合するため2007年（平成19年）11月11日をもって閉店している。

## テナント
- マックスバリュ
- ブックオフ
- ダイソー
- パーティハウス[6]
- ROPAN(ベーカリー店)
- かつせ歯科クリニック
- デューポイント
- カーブス
- 手芸の丸十
- 和食さと

## 交通アクセス
- 鉄道
  - JR神戸線（山陽本線） 大久保駅 - 国道2号沿いを東へ約1km（徒歩約15分）。

- 自動車
  - 加古川バイパス 明石西ICを降り、県道514号・国道2号を神戸方面へ約5km直進。

## 参考資料
- イオン大久保西ショッピングセンター マックスバリュ大久保西店11月29日（木）オープン!! 11月21日（水）午前9時ソフトオープンいたします (PDF)  - マックスバリュ西日本（株）プレスリリース・2007年11月14日付け[リンク切れ]